# Coenonica puncticollis
Coenonica puncticollis är en skalbaggsart som beskrevs av Ernst Gustav Kraatz 1857. Coenonica puncticollis ingår i släktet Coenonica och familjen kortvingar. Inga underarter finns listade i Catalogue of Life.